# Lucjan Turos
Lucjan Turos (ur. 26 sierpnia 1927 w Białobrzegach, zm. 25 listopada 2017 w Warszawie) – polski pedagog (specjalności: andragogika, historia oświaty dorosłych, pedagogika porównawcza, pedagogika turystyki), doktor habilitowany, emerytowany profesor Uniwersytetu Warszawskiego. 
Ukończył studia historyczne na Uniwersytecie Warszawskim. Pracował jako przewodnik PTTK, w tym za granicą. Był współzałożycielem i członkiem zarządu Akademickiego Towarzystwa Andragogicznego (sierpień/wrzesień 1993, współzałożyciele: Tadeusz Aleksander, Józef Półturzycki, Franciszek Marek, Eugenia Anna Wesołowska i in.).
Za wybitne prace badawcze poświęcone pedagogice społecznej oraz tradycjom uniwersytetów ludowych otrzymał m.in. nagrodę I stopnia w XIII edycji (2002) Konkursu o Nagrodę i Medal im. Zygmunta Glogera. Pochowany na Cmentarzu Wawrzyszewskim w Warszawie.

## Publikacje
Był autorem licznych publikacji naukowych, w tym książek:
- Uniwersytet Ludowy Ignacego Solarza i jego wychowankowie, Warszawa 1970, 277 s.
- Oświata dorosłych w krajach skandynawskich, Wrocław 197 ss. 236
- Społeczno-wychowawcze funkcje duńskich uniwersytetów ludowych, Warszawa 1983
- Patrzeć szeroko i daleko dziedzictwo pedagogiczne Ignacego Solarza, Warszawa 1983, ss. 158
- Turystyka a samokształcenie, Siedlce 1984, ss. 183
- Wychowawcze wartości kultury chłopskiej w ujęciu Ignacego Solarza i jego wychowanków, Siedlce 1987, ss. 177
- Społeczno-moralne wychowanie młodzieży wiejskiej Siedlce 1988, ss. 208
- Turystyka edukacyjna, Siedlce 1990. ss. 205
- Humanistyczne i wychowawcze wartości kultury chłopskiej, Siedlce 1993, ss. 167
- Mieczysław Orłowicz nauczyciel turystyki i krajoznawstwa, Warszawa, ss. 191
- Turystyka i edukacja, Warszawa 1996, ss. 228
- Kształtowanie indywidualności kluczowy paradygmat edukacji, Warszawa 1997, przedmowa prof. Jana Szczepańskiego, ss. 207
- Muzeum – swoista instytucja edukacyjna, Warszawa 1999, ss. ss. 216
- Sztuka i wychowanie dorosłych, Warszawa 1999 ss. 224
- Pedagogika ogólna i subdyscypliny, Warszawa 1999 L. Turos (red.), ss. 601
- Stanisław Dobrowolski, poglądy pedagogiczne i pedeutologiczne, wyd.II rozszerzone Warszawa 2003, ss. 353
- Wprowadzenie do wiedzy o turystyce edukacyjnej, wyd.II rozszerzone Warszawa 2001, ss. 275
- Turystyka i inteligencja emocjonalna, Warszawa 2002, ss. 346
- Pedagogika ogólna, subdyscypliny i nauki pomocnicze, Warszawa 2003, ss. 323
- Antropologia turystyki, Warszawa 2003, ss. 387
- Turystyka i odkrywanie moralnego piękna tolerancji, Warszawa 2003, ss. 273 fragmenty
- Platon o człowieku, kulturze i wychowaniu. Pedagogiczne i andragogiczne aspekty platońskiego dziedzictwa myślowego, wyd.II rozszerzone, Warszawa 2003, ss. 539
- Turystyka edukacyjna i transgresja, Warszawa 2003, ss. 387
- Turystyka i odkrywanie wartości "Małej Ojczyzny", Warszawa 2004, ss. 252
- Andragogika ogólna, wyd.III rozszerzone Warszawa 2004, ss. 544
- Wychowawcze i kulturotwórcze funkcje rodziny, Warszawa 2004, ss. 230
- Andragogika pracy, Warszawa 2006, ss. 446
- Andragogika autokreacji, Warszawa 2007, ss. 486
- Andragogika reedukacji, Warszawa 2008, ss. 400
- Kwestionariusz ankiety, Warszawa 2012, ss. 272
- Andragogika autoreedukacji, Warszawa 2012, ss. 485
- Andragogika kultury miłości, Warszawa 2013, ss. 270
- Andragogika turystyki, Warszawa 2016, ss. 392